# Institut Supérieur Européen de Formation par l'Action
Institut Supérieur Européen de Formation par l'Action (Europeu Instituto Superior de Educação em Ação) situada em cidades de Paris, Bordéus, Lille, Montpellier, Nantes, Nice, Lyon, Nantes, França é Bruxelas (Bélgica), é parte integrante da IONIS Education Group.
Fundada em 2000, oferece cursos de comércio. Conta com dois programas (ISEFAC Bachelor e ISEFAC alternação).